# Theridion grallator
Theridion grallator är en spindelart som beskrevs av Simon 1900. Theridion grallator ingår i släktet Theridion och familjen klotspindlar. Inga underarter finns listade i Catalogue of Life.